# الوارکورچی
الوارکورچی (به انگلیسی: Alwarkurichi) یک منطقهٔ مسکونی در هند است که در تامیل نادو واقع شده‌است.

## خصوصیات
الوارکورچی ۹٬۴۴۷ نفر جمعیت دارد.